# Rayo púrpura
El Rayo púrpura es un artefacto ficticio de sanación que aparece en los cómics de Wonder Woman publicados por DC Comics. Fue creado a comienzos de la Edad Dorada por la científica y (ex)espía alemana, la baronesa Paula von Gunther.
Según una versión, el artefacto era capaz de curar incluso una herida de bala fatal en el cerebro,y Wonder Woman inventó el rayo ella misma para curar a Steve Trevor de heridas que recibió cuando su avión fue derribado y fue dejado a la deriva en el mar durante días.
El concepto sobrevivió en Tierra-1 y en las continuidades post-Crisis y post-Zero Hour.
Merece ser mencionado que el Rayo púrpura fue lo que devolvió la salud a Steve Trevor, y que también fue modificado para transferir el poder de varias amazonas de Isla Paraíso a Donna Troy para que pudiese tener sus propios poderes. En otra ocasión, fue empleado para revivir a Changeling de los Jóvenes Titanes, lo que de algún modo aumentó sus poderes en el proceso.
En la Era Moderna, el Rayo púrpura es capaz de sanar completamente una vasta gama de heridas, excepto las más graves ya que la exposición prolongada al rayo puede agotar la capacidad de sanación natural de una persona. En casos de una herida grave, es posible exponer al herido a pequeñas dosis del rayo durante un período más largo. Además, el Rayo púrpura no puede curar heridas causadas por los dioses o por sus agentes, como la Gorgona.
En Crisis Infinita N° 3 (diciembre de 2005), aparece un "Rayo púrpura de la muerte".